# Genas
Genas is een gemeente in het Franse departement Rhône (regio Auvergne-Rhône-Alpes). Genas telde op 1 januari 2022 13.446 inwoners.

## Geschiedenis
Tijdens het ancien régime waren Genas en Azieu aparte dorpen. Genas was een heerlijkheid. Het waren landbouwdorpen met een gezamenlijke bevolking van ongeveer 530 personen in 1789. De landbouw bleef belangrijk in de 19e eeuw maar er kwam ook industrie. In de fabriek waar velours werd gemaakt, werkten tot 400 mensen. Ook werden er dakpannen gemaakt.
In 1878 werd de kerk Saint-Barthélemy gebouwd op de plaats van de vorige, romaanse kerk. Tussen 1903 en 1933 was er een tramlijn tussen Lyon en Genas. Het nog grotendeels landelijke Genas met zijn meer Étang de Mathan was een populaire bestemming voor inwoners van Lyon op zoek naar ontspanning.
De gemeente maakte deel uit van het kanton Décines-Charpieu van het arrondissement Lyon. Toen op 1 januari de Métropole de Lyon werd gevormd uit het departement Rhône werden de beide andere gemeenten van het kanton daarin opgenomen. Genas werd echter de hoofdplaats van een nieuw kanton Genas, dat onderdeel werd van het arrondissement Villefranche-sur-Saône.

## Geografie
De oppervlakte van Genas bedroeg op 1 januari 2022 23,84 vierkante kilometer; de bevolkingsdichtheid was toen 564 inwoners per km².
Naast het centrum bestaat Genas uit de dorpen of gehuchten Azieu, Ratabizet en Vurey.
De onderstaande kaart toont de ligging van Genas met de belangrijkste infrastructuur en aangrenzende gemeenten.

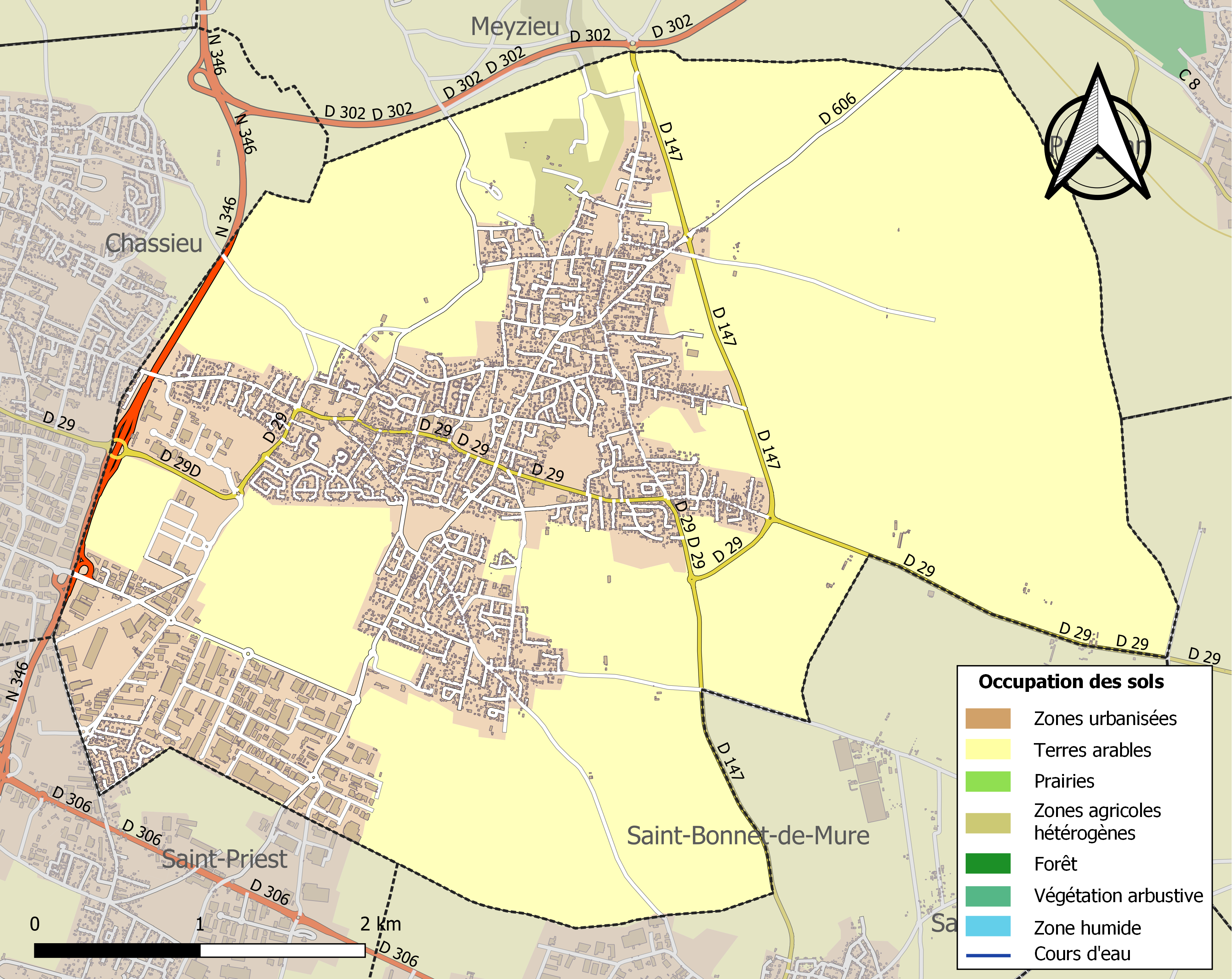

## Demografie
Onderstaande figuur toont het verloop van het inwonertal (bron: INSEE-tellingen).